# Хомма, Синъити
Синъити Хомма (яп. 本間 信一, род. 3 ноября 1934, Томакомай) — японский хоккеист, нападающий. Участник зимних Олимпийских игр 1960 и 1964 годов.

## Биография
Синъити Хомма родился 3 ноября 1934 года в японском городе Томакомай.
Играл в хоккей с шайбой за «Одзи Иглз» из Томакомай.
В 1957 году играл за сборную Японии на чемпионате мира в Москве. Забросил 2 шайбы (по одной в ворота сборных ГДР и Финляндии).
В 1960 году вошёл в состав сборной Японии по хоккею с шайбой на зимних Олимпийских играх в Скво-Вэлли, занявшей 8-е место. Играл на позиции нападающего, провёл 6 матчей, шайб не забрасывал, сделал 2 голевых передачи в поединках со сборными Финляндии и Австралии.
В 1962 году играл за сборную Японии во втором эшелоне (группе B) чемпионата мира в США.
В 1964 году вошёл в состав сборной Японии по хоккею с шайбой на зимних Олимпийских играх в Инсбруке, занявшей 11-е место. Играл на позиции нападающего, провёл 8 матчей, забросил 3 шайбы (две в ворота сборной Румынии, одну — Италии).
В 1973 году был менеджером сборной Японии на чемпионате мира во втором эшелоне (группе B).

## Семья
Младший брат Тэруясу Хомма (род. 1949) также играл за сборную Японии по хоккею с шайбой, в 1972 году участвовал в зимних Олимпийских играх в Саппоро.